# Дмоховский, Лев Адольфович
Лев Адольфович Дмоховский (1850—1881) — участник революционного кружка долгушинцев.

## Биография
По происхождению из дворян; родился около 1850 года в семье выпускника физико-математического отделения философского факультета Московского университета Адольфа Дмоховского (1814—?). 
Окончил Технологический институт, получил специальность технолога 1-го разряда. В 1872 году познакомился с руководителем революционного кружка А. В. Долгушиным, после чего с осени 1872 года бывал на его собраниях на Петербургской стороне, участвовал в обсуждениях вопросов о пропаганде в народе. В марте 1873 года Дмоховский выехал в Швейцарию, где отпечатал брошюру Берви-Флеровского «О мученике Николае и как должен жить человек по закону правды и природы». В середине мая 1873 года он приехал в Москву, проживал на даче Долгушина в деревне Сареево Звенигородского уезда. Принимал участие в печати прокламаций. В начале сентября 1873 года участвовал в распространении прокламаций среди крестьян. 27 сентября 1873 года Дмоховский был арестован. Отдан под суд по обвинению в печати прокламаций преступного содержания и распространении их с целью призыва к восстанию против верховной власти.
Особым присутствием Сената 15 июля 1874 года Лев Дмоховский был признан виновным в совершении инкриминируемых ему преступлений и приговорён к лишению всех прав состояния и ссылке в каторжные работы сроком на 10 лет. 20 февраля 1875 года по высочайшему повелению ходатайство Дмоховского о смягчении наказания было отклонено. 5 мая 1875 года он был подвергнут гражданской казни в Санкт-Петербурге на Конной площади. Наказание первоначально отбывал в Новобелгородской каторжной тюрьме, затем в начале 1880-х годов был переведён в Мценскую пересыльную тюрьму и отправлен в Сибирь. По дороге на Кару Дмоховский заболел оспой и осенью 1881 года умер в Иркутской тюремной больнице.